# Libra de Totnes
A Libra de Totnes, ou Totnes Pound, é uma moeda alternativa criada localmente com o intento de estimular a economia da cidade de Totnes, em Devon, Inglaterra.
A iniciativa faz parte do conceito Transition Towns (Cidades em Transição), do qual Totnes é uma das pioneiras e que envolve a ideia de ser "uma comunidade em processo de imaginar e criar um futuro que focalize os desafios de diminuir o consumo de óleo e gás e mudanças climáticas e criar o tipo de comunidade da qual todos queiram fazer parte".
Uma Libra de Totnes é equivalente a uma Libra Esterlina. Em 2014, mais de 120 estabelecimentos participavam da iniciativa, efetuando transações com a moeda. A partir de 2019, com o crescimento das transações digitais, o seu uso começou a decair até que foi descontinuada em julho desse mesmo ano.
Apesar de seu fim, a iniciativa teve seu legado no comércio da região que permaneceu fazendo ações de fortalecimento da economia local e comunidade.